# 1880 McCrosky
1880 McCrosky eller 1940 AN är en asteroid i huvudbältet, som upptäcktes 13 januari 1940 av den tyske astronomen Karl Wilhelm Reinmuth i Heidelberg. Den har fått sitt namn efter Richard E. McCrosky.
Asteroiden har en diameter på ungefär 14 kilometer.